# Bulbophyllum longispicatum
Bulbophyllum longispicatum é uma espécie de orquídea (família Orchidaceae) pertencente ao gênero Bulbophyllum. Foi descrita por Cognaire em 1893.